# Slagusjön
Slagusjön är en sjö i Älvdalens kommun i Dalarna och ingår i Göta älvs huvudavrinningsområde. Sjön har en area på 1,14 kvadratkilometer och ligger 928 meter över havet. Sjön avvattnas av vattendraget Bredån. Vid provfiske har röding och öring fångats i sjön.

## Delavrinningsområde
Slagusjön ingår i det delavrinningsområde (690562-132531) som SMHI kallar för Utloppet av Slagusjön. Medelhöjden är 961 meter över havet och ytan är 4,79 kvadratkilometer. Det finns inga avrinningsområden uppströms utan avrinningsområdet är högsta punkten. Bredån som avvattnar avrinningsområdet har biflödesordning 2, vilket innebär att vattnet flödar genom totalt 2 vattendrag innan det når havet efter 730 kilometer. Avrinningsområdet består mestadels av kalfjäll (76 procent). Avrinningsområdet har 1,14 kvadratkilometer vattenytor vilket ger det en sjöprocent på 23,8 procent.